# Miami Orange Bowl
El Miami Orange Bowl fue un estadio multipropósito ubicado en la ciudad de Miami, Florida, Estados Unidos. Fue inaugurado en 1937 y poseía una capacidad para 72.319 espectadores. El estadio fue demolido en abril de 2008. En el terreno del Orange Bowl se construyó el estadio de béisbol Marlins Park, inaugurado en marzo de 2012.

## Historia
El Orange Bowl de fútbol americano universitario se realizó allí desde 1938 hasta 1995, y luego en 1999. Dicho evento motivó que el estadio adoptara ese nombre en 1959; originalmente llevaba el nombre del empresario Roddy Burdine.
El estadio también fue la casa de los Miami Dolphins de la National Football League entre 1966 y 1996, y los Miami Hurricanes de fútbol americano universitario entre 1937 y 2007. Los Miami Toros de la NASL también utilizaron el estadio.
Fue sede del Super Bowl de la NFL en cinco ediciones: 1968, 1969, 1971, 1976 y 1979, el Playoff Bowl entre 1961 y 1970, y el Pro Bowl de 1975.
En el Miami Orange Bowl se han jugado partidos de numerosas ediciones de la Copa de Oro de la Concacaf, incluyendo una semifinal y el partido por el tercer puesto en 2003.
En la edición de la Copa Libertadores de 1991, la CONMEBOL dictó una medida que privó a los equipos colombianos de ser sedes para sus partidos en esta competencia. Colombia estuvo representada por América de Cali y el Atlético Nacional de Medellín, equipos que completaban el grupo 5 con el Club Sport Martítimo y con el Unión Atlético Táchira de Venezuela. Por dicha resolución, los equipos tuvieron que usar el Miami Orange Bowl para disputar sus encuentros y además, los colombianos utilizaron como sede el Estadio Pueblo Nuevo de Venezuela.
La Serie del Caribe de 1990 se jugó en este estadio, lo cual fue catalogado como un hecho fuera de lo común (jugar béisbol en un estadio de fútbol americano). Motivo por el cual fueron establecidas reglas extraordinarias.

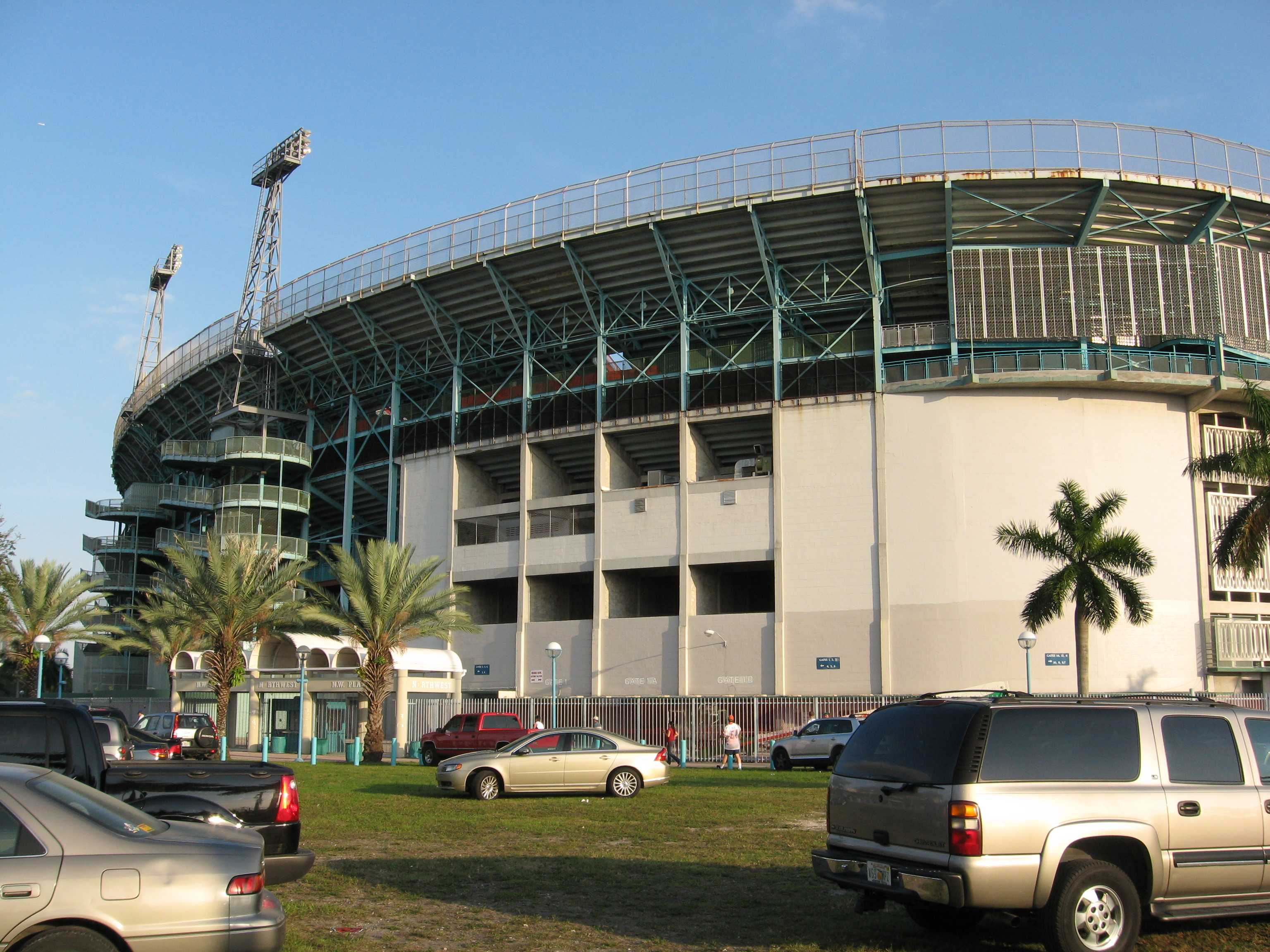
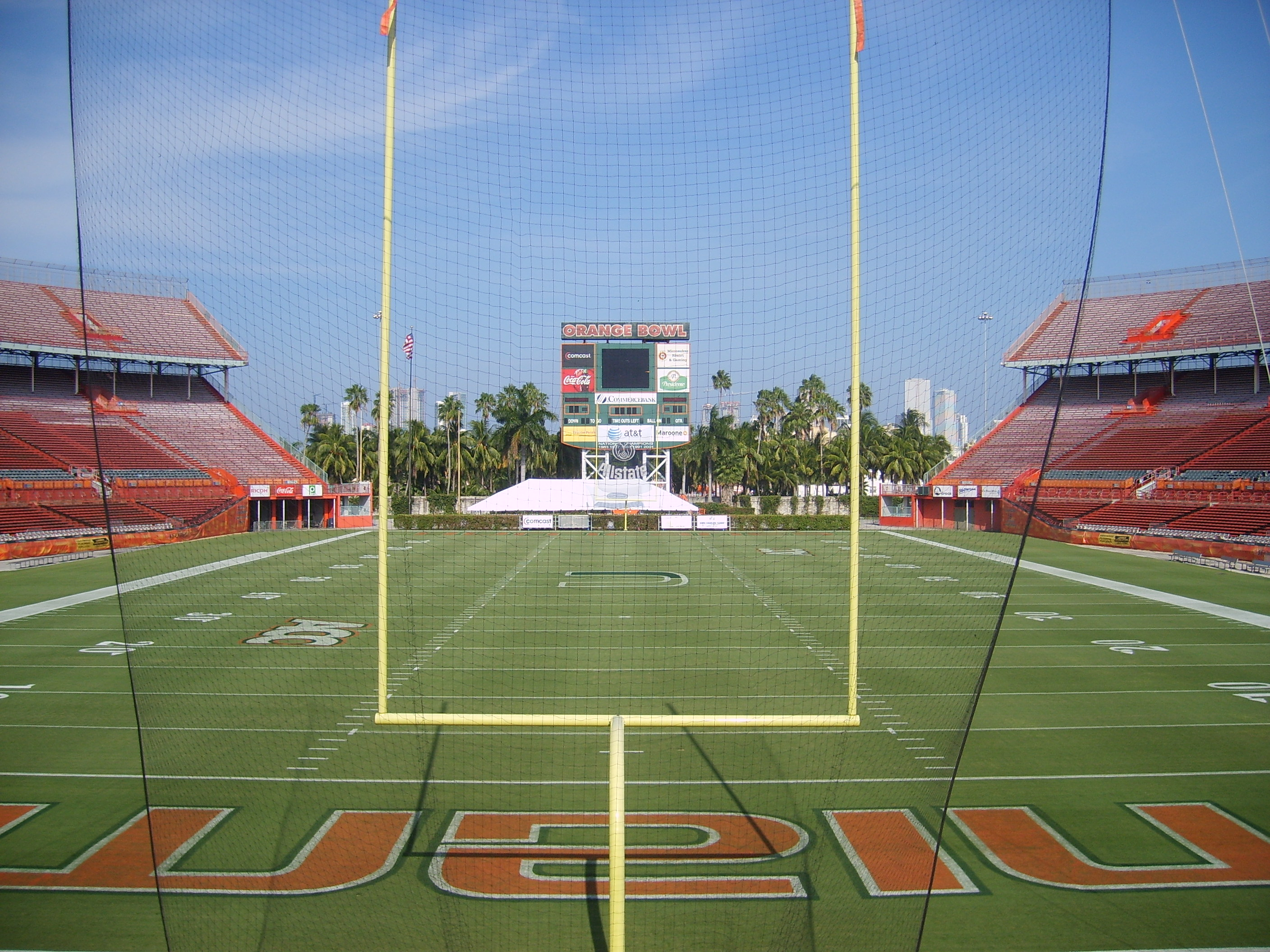
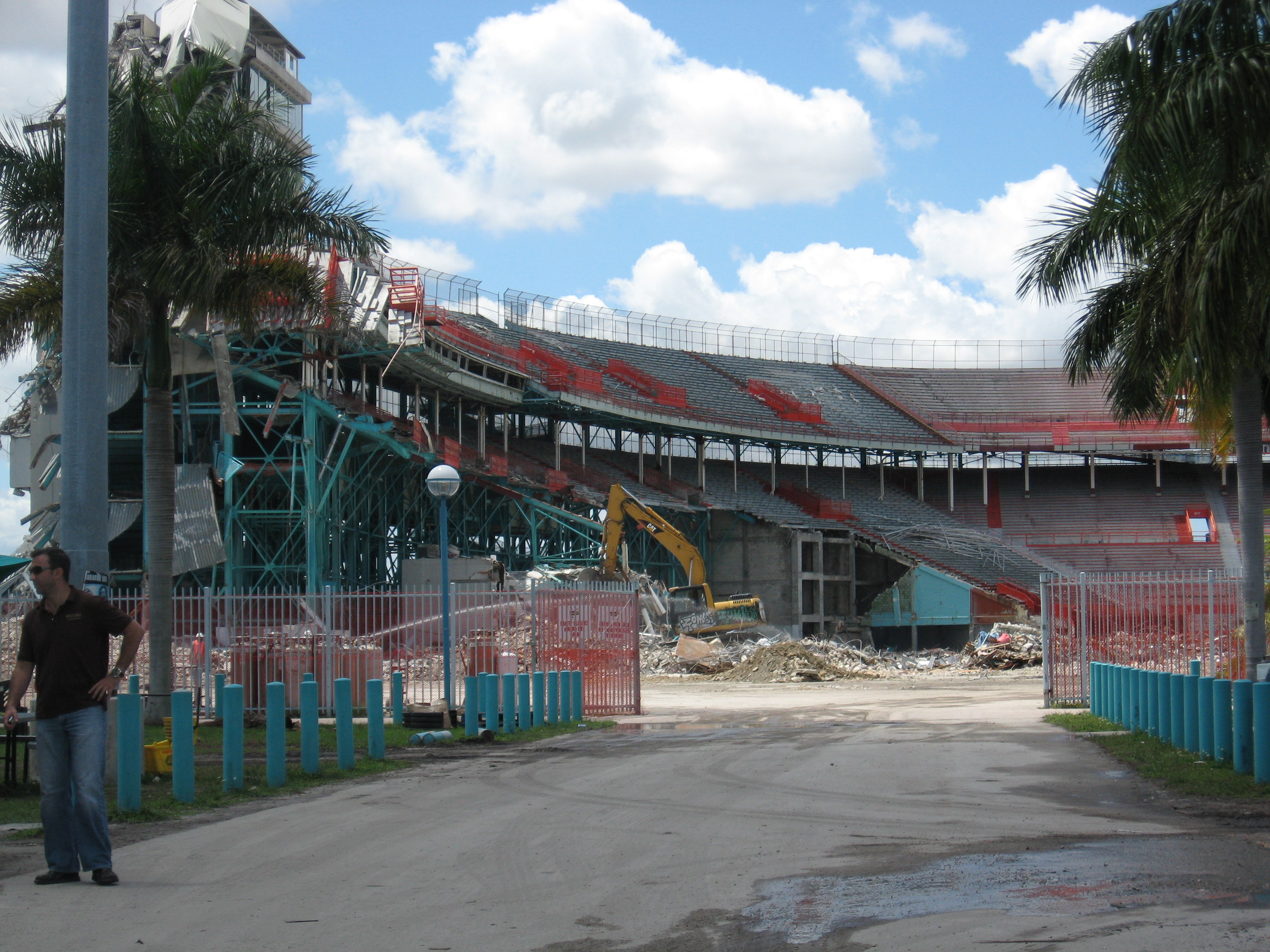
Demolición

## En ficción
También aparece en la película "Dos Superpolicias" de Bud Spencer y Terence Hill en una de sus famosas peleas contra el indio Jeronimo y sus secuaces.[cita requerida]
Las películas Black Sunday, Any Given Sunday y Ace Ventura se desarrollan en parte en el Orange Bowl.[cita requerida]

## Resultados en Super Bowls
| Fecha               | Super Bowl | Equipo              | Puntos | Equipo              | Puntos | Asistencia |
| ------------------- | ---------- | ------------------- | ------ | ------------------- | ------ | ---------- |
| 14 de enero de 1968 | II         | Green Bay Packers   | 33     | Oakland Raiders     | 14     | 75,546     |
| 12 de enero de 1969 | III        | New York Jets       | 16     | Baltimore Colts     | 7      | 75,389     |
| 17 de enero de 1971 | V          | Baltimore Colts     | 16     | Dallas Cowboys      | 13     | 79,204     |
| 18 de enero de 1976 | X          | Dallas Cowboys      | 17     | Pittsburgh Steelers | 21     | 80,187     |
| 21 de enero de 1979 | XIII       | Pittsburgh Steelers | 35     | Dallas Cowboys      | 31     | 79,484     |